# پل تی پی وانگ
پل تی پی وانگ (انگلیسی: Paul T. P. Wong؛ زادهٔ april ۱, ۱۹۳۷ (۸۷ سال)) روان‌شناس، پژوهشگر در زمینه شناخت اجتماعی، روان درمانگر، سخنران عمومی، و استاد دانشگاه اهل کانادا است.